# What's the Pressure
What's the Pressure é uma canção da cantora Laura Tesoro, que teve lugar em Estocolmo na Suécia.
A referida canção foi interpretada em inglês por Laura Tesoro. Foi a décima-oitava e última canção a ser interpretada na noite da 2ª semi-final, depois da canção da Albânia "Fairytale". Terminou a competição em 3.º lugar tendo recebido 274 pontos, conseguindo passar à final.
Na final foi a primeira canção a ser interpretada, antes da canção da República Checa "I Stand". Terminou a competição em 10.º lugar tendo recebido 181 pontos.

## Faixas e formatos
| Download digital |                                       |         |  |
| N.º              | Título                                | Duração |  |
| 1.               | "What's the Pressure (Eurosong 2016)" | 2:59    |  |

## Desempenho

### Posição nas Paradas
| País                                         | Melhor posição |
| -------------------------------------------- | -------------- |
| Áustria (Ö3 Austria Top 75)                  | 75             |
| Bélgica (Ultratop 50 de Flandres)            | 2              |
| Bélgica (Ultratip Bubbling Under da Valônia) | 15             |
| França (SNEP)                                | 103            |
| Predefinição:NEL (Single Tip)                | 1              |
| Sérvia (Top 50 Serbija)                      | 25             |
| Suécia (Sverigetopplistan)                   | 82             |